# Nữ Bạt

Nữ Bạt (chữ Hán: 女魃), cũng gọi Hạn Bạt (chữ Hán: 旱魃). Là Nữ Thần Hạn Hán trong Thần Thoại Trung Hoa, Nữ Bạt (女魃) trong Truyền Thuyết Trung Hoa
Nữ Bạt, còn được biết đến với các tên gọi khác như Nữ Mị, Hạn Bạt, Xích Thủy Nữ Tử Hiến là một nữ thần trong truyền thuyết Trung Hoa, đặc biệt liên quan đến lĩnh vực về hạn hán và thời tiết. Theo "Sơn Hải Kinh," Nữ Bạt được miêu tả là con gái của Hoàng Đế, hay còn gọi là Huang Di, và có tên là Mị.
Truyền thuyết kể rằng trong một cuộc chiến với Xi Vưu (蚩尤), Hoàng Đế triệu Nữ Bạt giúp đỡ. Bằng sức mạnh siêu phàm của mình, Nữ Bạt đã ngăn chặn mưa lớn, giúp Hoàng Đế chiến thắng Chỉ Dương và bảo vệ đất đai khỏi nạn hạn hán. Tên gọi "Nữ Bạt" xuất phát từ việc Nữ Bạt làm cạn lụt, dẫn đến việc không mưa.
Nữ Bạt còn là một nhân vật quan trọng trong nhiều tác phẩm văn hóa, như các tác phẩm văn hóa dựa trên Sơn Hải Kinh và các câu chuyện dân gian Trung Quốc.

## Cuơng Thi Thủy Tổ
(Đây là thông tin từ bloger hiện đại, có thể không chính xác, việc Nữ Bạt bị tàn hồn của Hống nhập vào nguồn từ một số tiểu thuyết trên internet, đây không phải thông tin xác thực)
Cũng giống như Hậu Khanh, Nữ Bạt thuộc Tứ đại Cương thi thủy tổ. Ban đầu, Nữ Bạt là con gái Hiên Viên Hoàng Đế, có dung mạo xinh đẹp, lương thiện. Nhưng vì quá lo lắng cho cha khi đại chiến với Xi Vưu nổ ra nên Nữ Bạt nhanh chóng lâm bạo bệnh. Một phần khác của hồn phách Hống lại tìm đến, nhập vào xác Nữ Bạt với mục đích trả thù Nữ Oa. Tuy nhiên, phần hồn phách đó không đủ mạnh để độc chiếm hoàn toàn thể xác Nữ Bạt nên sau này nó đã hòa nhập cùng hồn phách Nữ Bạt, khiến nàng tỏa ra hơi nóng đến mức đi đến đâu là nơi đó khô cạn thành sa mạc. Cũng vì thế mà Nữ Bạt trở thành Hạn Thần. Sau khi giúp Hoàng Đế đánh thắng đại chiến với Xi Vưu, Nữ Bạt bị đuổi đi và cuối cùng là bị giết để tránh gây ra thảm cảnh khô hạn cho bách tính.
Theo như thông tin khác, việc nói rằng tàn hồn của Hống đã nhập vào Nữ Bạt là sai sự thật. Hống không có sự liên quan đến thiên nữ, thứ đã nhập vào Thiên Nữ khi nàng bị bắt cóc đi hiến tế là Hồng Liên Nghiệp Hỏa - một ngọn lửa nghiệp được luyện trong hoa sen đỏ, khi nó tiến nhập vào thiên nữ dung hợp cùng 3 hồn 7 phách của nàng thức tỉnh thần lực của Tam Túc Kim Ô biến nàng thành Nữ Bạt - ác ma gây ra hạn hán.

## Hạn Thần Nữ Bạt
Nữ Bạt, hay còn gọi là Hạn Thần Nữ Bạt, nổi tiếng trong thần thoại Trung Hoa với hình ảnh xanh biếc của chiếc áo, là biểu tượng vững chắc của sự dũng cảm và kiên định. Là con gái của Hoàng Đế (Huang Di), cô đóng vai trò quan trọng trong cuộc chiến giữa Hoàng Đế và Xi Vưu.
Với khả năng siêu nhiên, Nữ Bạt không chỉ ngăn chặn những cơn mưa lớn của Xi Vưu mà còn đại diện cho tinh thần chống chọi với thách thức và khắc nghiệt của thời tiết khắc nghiệt. Trong chiếc áo xanh, cô ấy là hình ảnh của một người phụ nữ mạnh mẽ, không khuất phục trước khó khăn.
Hạn Thần Nữ Bạt không chỉ thu hút sự kính trọng trong thần thoại Trung Hoa mà còn trở thành nguồn cảm hứng cho nghệ thuật và văn hóa, thể hiện tầm quan trọng của lòng dũng cảm và lòng kiên nhẫn trong cuộc sống.

## Nữ Bạt và thuyết âm mưu về Vũ Khí Hạt Nhân và năng lượng phóng xạ
Nữ Bạt trở thành đối tượng của thuyết âm mưu xoay quanh vũ khí hạt nhân và năng lượng phóng xạ. Các miêu tả về cô trong nhiều tư liệu giống như một người bị nhiễm phóng xạ, tóc rụng, da khô nứt nẻ, phản ánh sự suy giảm nhanh chóng của tế bào da, mô và tóc do tác động độc hại từ năng lượng phóng xạ.
Nhiều người tin rằng Nữ Bạt mang trong mình loại năng lượng nguyên tử hoặc vũ khí hạt nhân với sức mạnh huỷ diệt toàn cầu. Sức nóng từ cơ thể cô tạo ra hạn hán và chết chóc ở phương bắc, liên quan đến giả thuyết về năng lượng hạt nhân và nền văn minh bị mất và công nghệ vượt bậc so với thời hiện đại.
Hậu quả của sức mạnh Nữ Bạt không chỉ là thảm họa hạt nhân mà còn bao gồm hạn hán và suy giảm nguồn nước, tạo ra thế giới hậu hạt nhân đầy đe dọa. Những người nhiễm bệnh do phóng xạ trở thành xác sống đáng sợ, đột biến gen và tái tạo bản thân, phải đối mặt với cảm giác cô đơn và tuyệt vọng giữa môi trường đầy đe dọa, Cuơng thi Hạn Bạt có thể là hậu quả của sức mạnh nguyên tử trong cơ thể Nữ Bạt gây ra.

## Tiểu Thuyết và Phim Ảnh
Mao Sơn Tróc Quỷ Nhân - nhân vật: Nữ Bạt
Người yêu ơi, đi nào - nhân vật: Nữ Bạt
Từng Thề Ước - nhân vật: Tây Lăng Hành (Hiên Viên Bạt)
Trường Nguyệt Tẫn Minh - nhân vật: Tự Anh